# Lophonotina
Lophonotina é um gênero de traça pertencente à família Arctiidae.